# Svatyně Futarasan
Svatyně Futarasan (japonsky: 二荒山神社, Futarasan džindža) je šintoistická svatyně ve městě Nikkó v prefektuře Točigi v Japonsku. Její historie sahá až do roku 767. Leží na západ od Tóšógú a je zasvěcena božstvům tří blízkých hor - hory Nantai, Njoho a Taro.

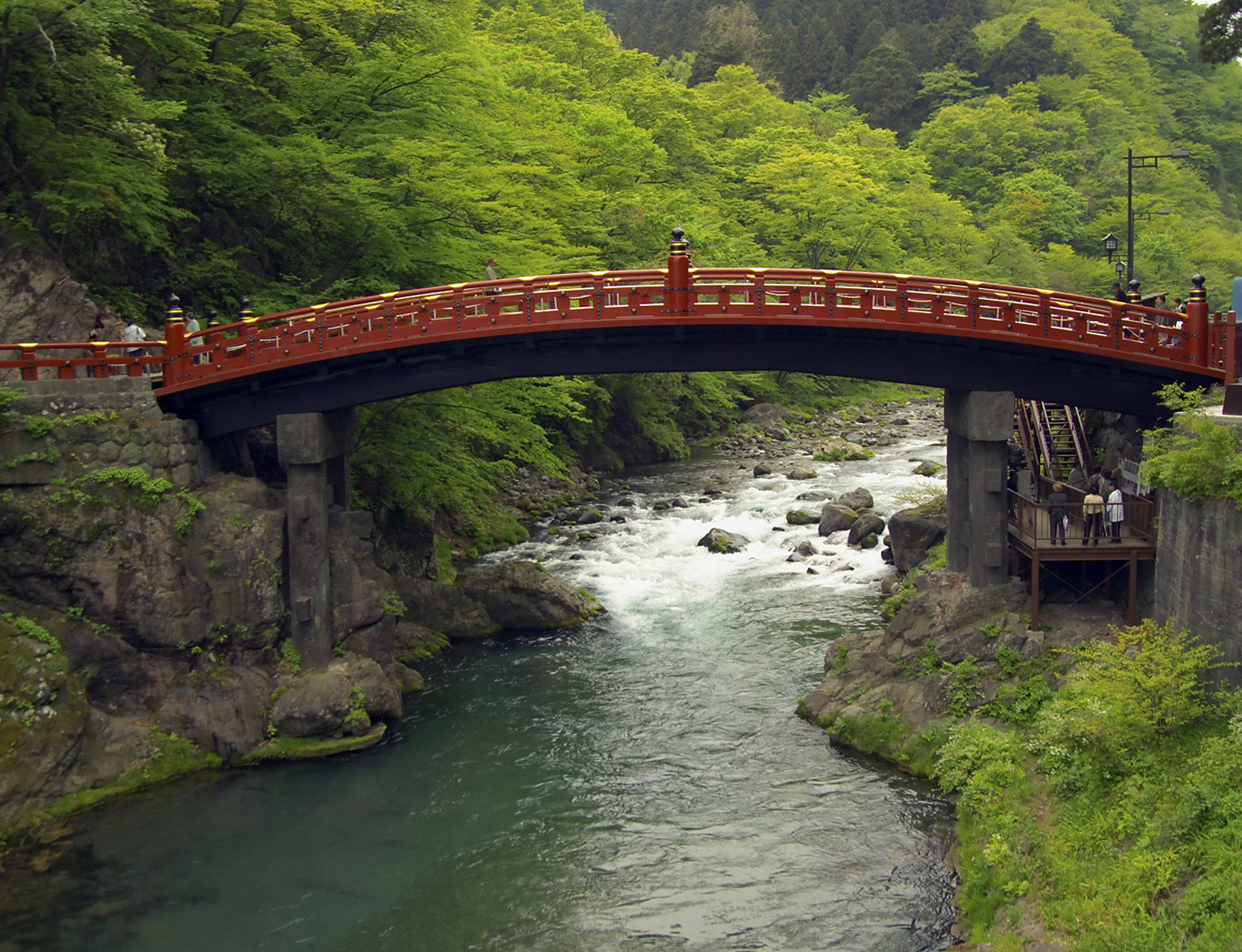
Most Šinkjó

K svatyni patří most Šinkjó (神橋) přes řeku Daija. Je to často fotografovaný, červený most spojující svatyně s městem Nikkó. Za feudálních časů ho mohl používat jen šógun a i dnes je zakázáno na něj vstupovat. V roce 2004 prošel most rozsáhlou rekonstrukcí.
Svatyně Futarasan byla v roce 1999 zapsána na Seznam světového dědictví UNESCO společně s chrámem Rinnódži a se svatyní Tóšógú.